# Merzak Ould Bouchiba
Merzak Ould Bouchiba (* 27. April 1975) ist ein ehemaliger algerischer Leichtathlet, der im Langstrecken- und Hindernislauf an den Start ging.

## Sportliche Laufbahn
Erste Erfahrungen bei internationalen Meisterschaften sammelte Merzak Ould Bouchiba vermutlich im Jahr 1994, als er bei den Juniorenafrikameisterschaften in Algier in 9:18,00 min den vierten Platz über 3000 m Hindernis belegte. 1999 gelangte er bei den Militärweltspielen in Zagreb mit 8:55,11 min auf den zwölften Platz und bei den Crosslauf-Weltmeisterschaften 2002 in Dublin erreichte er nach 13:25 min Rang 92 über die Kurzdistanz. 2004 gewann er bei den Panarabischen Spielen in Algier in 8:40,20 min die Bronzemedaille im Hindernislauf hinter dem Marokkaner Brahim Boulami und Khamis Abdullah Saifeldin aus Katar. Bei den Crosslauf-Weltmeisterschaften 2005 in Saint-Étienne gelangte er nach 12:35 min auf den 55. Platz über die Kurzdistanz, ehe er bei den erstmals ausgetragenen Islamic Solidarity Games in Mekka in 8:50,84 min die Goldmedaille gewann. Im September sicherte er sich dann bei den Arabischen Meisterschaften in Radès in 8:47,78 min die Bronzemedaille hinter dem Bahrainer Tareq Mubarak Taher und Moustafa Ahmed Shebto aus Katar. Im Jahr darauf kam er bei den Crosslauf-Weltmeisterschaften 2006 in Fukuoka nicht ins Ziel und 2011 beendete er seine aktive sportliche Karriere im Alter von 36 Jahren.
2005 wurde Ould Bouchiba algerischer Meister im 3000-Meter-Hindernislauf sowie 2006 über 10.000 Meter.

## Persönliche Bestzeiten
- 5000 Meter: 14:21,13 min, 6. August 2023 in Chengdu
- 3000 m Hindernis: 8:37,91 min, 24. Juli 2023 in Algier